# Jacint Viñas i Sanromà
Jacint Viñas i Sanromà (Montblanc, ? - prop de la Bisbal de Montsant, 1836) va ser un cabdill militar i guerriller primer reialista i després liberal conegut com a Cintet del Fonoll. Va ser avi del metge, escriptor i periodista Alfred Opisso i Viñas i besavi del dibuixant Ricard Opisso i de l'escriptora Regina Opisso.
Nasqué a Montblanc on treballà de fadrí de drogueria. Fervent reialista, s'allistà voluntari en les seves files. Participà en diverses accions bèl·liques, en les quals sobresortí pel seu coratge i per la seva audàcia. Ascendí a capità. Finalment, s'exilià a Perpinyà, d'on retornà en ser restablert Ferran VII com a monarca absolut.
Malgrat les seves conviccions carlines, no secundà l'aixecament de 1833, segurament per creure's postergat injustificadament i es passà al bàndol contrari. Fou nomenat comandant d'armes de Montblanc. Assolí el grau de tinent coronel.
L'any 1836, quan operava prop de la Bisbal de Falset, fou sorprès en un pas estret per les forces carlines dirigides pel cabdill Ramon Arbonès àlies Ramonet, i morí en l'acció.